# ابه پیر
ابه پیر (فرانسوی: Abbé Pierre‎؛ ‏ ۵ اوت ۱۹۱۲ – ۲۲ ژانویهٔ ۲۰۰۷) سیاستمدار، کشیش کاتولیک و عضو نهضت مقاومت فرانسه در دوران جنگ جهانی دوم بود.
وی همچنین برندهٔ جوایزی همچون لژیون دونور، جایزه بالزان، و صلیب جنگ ۱۹۴۵–۱۹۳۹ (فرانسه) شده‌است.
وی پس از مرگ به موارد زیادی تجاوز جنسی متهم شد.